# Festival international du film fantastique de Neuchâtel 2004
 (août 2023).
Si vous disposez d'ouvrages ou d'articles de référence ou si vous connaissez des sites web de qualité traitant du thème abordé ici, merci de compléter l'article en donnant les références utiles à sa vérifiabilité et en les liant à la section « Notes et références ».
La 4e édition du Festival du Film Fantastique de Neuchâtel s'est tenue du 29 juin au 4 juillet 2004. Pour la première fois depuis que le Festival fait partie de la Fédération européenne des festivals de film fantastique, il décerne le prix Méliès d'Argent au meilleur long métrage européen de la sélection.
La section Future cinéma propose une sélection internationale de seize courts-métrages, publicités et cinématique de jeux en image de synthèse et deux longs-métrages, dont Polyester projeté en odorama avec les cartes d'odeurs originales.
Le budget de cette année est pratiquement identique à celui de l'édition précédente avec un montant de 380 000 francs suisses. La manifestation a attiré pour cette édition 10 000 spectateurs, ce qui représente une hausse de plus de 15 % par rapport à l'édition précédente.
Lieux : Apollo 1, Apollo 2, Apollo 3, Arcades (Cérémonie de clôture)

## Jurys et invités

### Le jury international
- Président du jury : Roger Corman, réalisateur ( États-Unis)[2]
- Claudio Simonetti, compositeur ( Italie)
- Julien Sévéon, journaliste ( France)
- Mario Dorminsky, directeur Fantasporto ( Portugal)

### Invités d'honneur
- Phil Tippett, effets spéciaux ( États-Unis)
- Dario Argento, réalisateur ( Italie)
- Omar Ali Khan, conservateur ( Royaume-Uni)

### Autres invités
- Erik Matti, réalisateur ( Philippines)

## Sélection

### Longs métrages

#### International competition
- Arahan (Arahan jangpung daejakjeon, 2004) de Ryoo Seung-wan ( Corée du Sud)
- Code 46 (2003) de Michael Winterbottom ( Royaume-Uni)
- Dragon Head (Doragon heddo, 2003) de Jōji Iida ( Japon)
- Gagamboy (2004) de Erik Matti ( Philippines)
- Le Retour de Cagliostro (Il ritorno di Cagliostro, 2003) de Daniele Ciprì et Franco Maresco ( Italie)
- Natural City (Naechureol siti, 2003) de Min Byeong-cheon ( Corée du Sud)
- The Machinist (2004) de Brad Anderson ( Espagne)
- L'Enfer des loups (Romasanta, 2004) de Paco Plaza ( Italie, Espagne, Royaume-Uni) Annulé
- The Saddest Music in the World (2003) de Guy Maddin ( Canada)
- The Taste of Tea (Cha no aji, 2004) de Katsuhito Ishii ( Japon)

#### New cinema from Asia
- Azumi (2003) de Ryūhei Kitamura ( Japon)
- Darkness Bride (You gou, 2003) de Wai-lun Kwok ( Hong Kong)
- Hard Luck Hero (2003) de Hiroyuki Tanaka ( Japon)
- Infernal Affairs (Mou gaan dou, 2002) de Andrew Lau ( Hong Kong)
- Infernal Affairs 2 (Mou gaan dou II, 2003) de Andrew Lau ( Hong Kong)
- The Legend Of Evil Lake (Cheonnyeon ho, 2003) de Lee Kwang-hoon ( Corée du Sud)
- Running on Karma (Daai zek lou, 2003) de Johnnie To et Wai Ka-fai ( Hong Kong)
- Samaria (2004) de Kim Ki-duk ( Corée du Sud)
- Tokyo Godfathers (Tokyo Goddofazazu, 2003) de Satoshi Kon ( Japon)

#### Cérémonie
- L'Armée des morts (Dawn of the Dead, 2004) de Zack Snyder ( États-Unis) ( États-Unis) Ouverture
- Atomik Circus, le retour de James Bataille (2004) de Didier Poiraud et Thierry Poiraud ( France) Clôture

#### Retro Fantastic Borderless
- La Princesse à l'éventail de fer (Tie shan gong zhu, 1941) de Frères Wan ( République de Chine)
- L'Héroïne rouge (Hongxia, 1929) de Wen Yi-min ( Chine)
- Bhoot (2003) de Ram Gopal Varma ( Inde)
- Visitor (1999) de Ifeanyi Onyeabor ( Nigeria)
- Time (2000) de Ifeanyi Onyeabor ( Nigeria)
- Dracula au Pakistan (Zinda Laash, 1967) de Khwaja Sarfraz ( Pakistan)
- Macario (1960) de Roberto Gavaldón ( Mexique)
- La servante (Hanyo, 1960) de Kim Ki-young ( Corée du Sud)
- Mystics in Bali (Leák, 1981) de H. Tjut Djalil ( Indonésie,  Australie)
- Bandh Darwaza (1990) de Shyam Ramsay et Tulsi Ramsay ( Inde)
- Veerana (1988) de Shyam Ramsay et Tulsi Ramsay ( Inde)
- El Vampiro (1957) de Fernando Mendez ( Mexique)
- The Killing of Satan (Lumaban ka, Satanas, 1983) de Efren C. Piñon ( Philippines)
- Princess Hibiscus (Fu rong xian zi, 1957) de Yu Huang ( Hong Kong)
- The Public Cemetery Under the Moon (Wolhaui gongdongmyoji, 1967) de Cheol-hwi Kwon ( Corée du Sud)

#### Mélies
- Hôtel (Hotel, 2004) de Jessica Hausner ( Autriche)

#### 2 Thrillers, 2 Masters
- Card Player (Il cartaio, 2004) de Dario Argento ( Italie)
- King of the Ants (2003) de Stuart Gordon ( États-Unis)

#### Future Cinema
- Starship Troopers 2 (2004) de Phil Tippett ( États-Unis)
- Polyester (1981) de John Waters ( États-Unis)

#### Lanterne Magique
- Le Château dans le ciel (Tenkû no shiro Rapyuta, 1986) de Hayao Miyazaki ( Japon)

### Courts-métrages

#### Swiss Shorts
- Belmondo (2003) d'Anette Carle ( Suisse)
- Bugga (2004) de Simon Jaquement ( Suisse)
- César (2003) d'Anthony Vouardoux ( Suisse)
- Cronos et Rhéa (2004) de Victor Jacquier ( Suisse)
- Identity Search (2004) de Jacqueline Brutsche ( Suisse)
- Joyeux Noël Félix (2004) d'Izabella Rieben et Sami Ben Youssef ( Suisse)
- One Buillet Left (2003) de Markus Fisher ( Suisse)
- One Magic Eveneing (2003) de François Yang ( Suisse)
- Letter From  Mina (2004) de Manuel Messerli ( Suisse)

#### European Shorts
- 7:35 de la mañana (2003) de Nacho Vigalondo ( Espagne)
- Daddy's Boy (2004) de Toni Harman ( Royaume-Uni)
- El Ciclo (2003) de Victor Garcia ( Espagne)
- I'll See You in my Dreams (2003) de Miguel Ángel Vivas ( Portugal)
- Jojo in the Stars (2003) de Marc Craste ( Royaume-Uni)
- Moo(n) (2003) de Leigh Hodgkinson ( Royaume-Uni)
- Schatten (2004) de Markus Engel ( Autriche)
- Seventeen (2003) d'Hisko Huslin ( Pays-Bas)

#### Future Cinema
- Egg Cola (2002)
- The Levis VHC (2002) de Markel Nicolas
- Sarah (2002) Collectif
- Recycle Bein' (2002) Collectif
- Le monde flottant (2002) d'Alain Escalle
- 50% Grey (2002) de Robinson Ruairi
- Fishman: The scale of Justice (2002) de Dan Bransfield
- Fishman 2: Unleaded (2003) de Dan Bransfield
- Blinks of Exile (2002) d'Abo Aloin Alsood Chadi
- Dia de los muertos (2003) de Kirk Kelly
- Gravités (2003) Collectif
- Ode to Summer (2003) De Ron Hui
- Litlle red Plance (2003) de Joey Jones
- Mini Martians (2002) de Chris Palmer
- Sony Playstation 2 : The Wolfman (2002) de Tim Hope

## Palmarès
| Prix                                                                      | Attribué à                           | Pays    |
| ------------------------------------------------------------------------- | ------------------------------------ | ------- |
| Prix H. R. Giger Narcisse du meilleur film                                | The Machinist de Brad Anderson       | Espagne |
| Prix TSR du public                                                        | Tokyo Godfathers de Satoshi Kon      | Japon   |
| Prix de la Jeunesse Denis-de-Rougemont                                    | The Taste of Tea de Katsuhito Ishii  | Japon   |
| SSA/Suissimage Prix H. R. Giger Narcisse du meilleur court métrage suisse | Belmondo d'Anette Carle              | Suisse  |
| Méliès d'argent du meilleur long métrage européen                         | The Machinist de Brad Anderson       | Espagne |
| Méliès d'argent du meilleur court métrage européen                        | 7:35 de la Manana de Nacho Vigalondo | Espagne |
| Prix Mad Movies du meilleur film asiatique                                | Tokyo Godfathers de Satoshi Kon      | Japon   |